# Vaughan Southgate
Vaughan Robert Southgate (né le 13 mai 1944) est un parasitologue britannique. Il est président de la Linnean Society of London entre 2009 et 2012 et Haut-shérif du Bedfordshire en 2007.

## Biographie
Vaughan Robert Southgate naît le 13 mai 1944. Il fait ses études à la Bedford Modern School, à l'Université d'Aberystwyth et au Christ's College de Cambridge (PhD),.
Southgate travaille au musée d'histoire naturelle de Londres et est directeur scientifique principal, chef de la division de parasitologie biomédicale, directeur du centre collaborateur de l'Organisation mondiale de la santé et membre du comité d'experts de l'OMS sur les maladies parasitaires (schistosomiase),. Southgate mène des études de terrain sur la schistosomiase dans de nombreux pays d'Afrique, São Tomé et Príncipe, Maurice, Inde, Oman et Jordanie et a publié 170 articles dans des revues savantes spécialisées en parasitologie et médecine tropicale, et des chapitres de livres. Southgate est rédacteur en chef du Journal of Natural History de 1972 à 1983 et reçoit la médaille commémorative C.A. Wright en 1990 de la British Society for Parasitology. Il devient officier de l'ordre de l'Empire britannique en 2020.
Southgate est président de la Linnean Society of London entre 2009 et 2012. Il est également Deputy Lieutenant du Bedfordshire depuis 2009 et Haut-shérif du Bedfordshire en 2007. Il est président du Bedford Camera Club (2008-2010), de la London Society of Old Aberystwythians (2012-2014), de l'association d'anciens élèves Old Bedford Modernians (2013-2014) et du Bedford Millennium Probus Club (2014-2015). Il est membre fondateur du Biggleswade Ivel Rotary Club en 2000, nommé Paul Harris Fellow en 2009 et devient membre honoraire en 2014. Southgate est administrateur de la Fondation John Spedan Lewis (2001-2019), président du conseil d'administration de l'association des amis de l'église anglicane de Cople (2003-2015) et président des administrateurs de la Bedford Hospital Charity and Friends en 2020.